# Todos em Linha
Todos em Linha foi um programa da SIC, transmitido de madrugada, diariamente e em directo, antecessor de Quando o Telefone Toca, sendo substituído pelo mesmo no dia 8 de Abril de 2009. Foi Apresentado por Raquel Henriques, Patrícia Henrique e Iva Lamarão.